# Шофур ле Баји
Шофур ле Баји (фр. Chauffour-lès-Bailly) насеље је и општина у североисточној Француској у региону Шампањ-Арден, у департману Об која припада префектури Троа.
По подацима из 2011. године у општини је живело 122 становника, а густина насељености је износила 6,42 становника/km². Општина се простире на површини од 19,01 km². Налази се на средњој надморској висини од 137 метара.

## Демографија
| 1962. | 1968. | 1975. | 1982. | 1990. | 1999. | 2011. |
| ----- | ----- | ----- | ----- | ----- | ----- | ----- |
| 103   | 104   | 97    | 91    | 101   | 94    | 122   |

График промене броја становника у току последњих година